# حكومة أحمد الحشاني
حكومة أحمد الحشاني هي حكومة تونسية يترأسها أحمد الحشاني الذي يخلف أول رئيسة حكومة في تونس والوطن العربي بعد انهاء مهامها في الليلة الفاصلة بين 1 و 2 اغسطس 2023 وهي الحكومة الرابعة في عهد الرئيس قيس سعيد والحكومة الثانية في دستور تونس 2022.

## تركيبة الحكومة

### التركيبة الأولى (1 أغسطس 2023)
لم يتزامن تغيير رئيسة الحكومة نجلاء بودن رمضان مع تحوير جزئي أو كلي في الحكومة. إذ ومنذ 1 أغسطس يباشر السيد رئيس الحكومة أحمد الحشاني مهامه مع أعضاء حكومة نجلاء بودن.

#### الوزراء
| الصورة | الحقيبة الوزارية                                | الاسم                  | الحزب  |
| ------ | ----------------------------------------------- | ---------------------- | ------ |
|        | رئيس الحكومة التونسية                           | أحمد الحشاني           | مستقل  |
|        | وزيرة العدل                                     | ليلى جفّال              | مستقلة |
|        | وزير الدفاع الوطني                              | عماد مميش              | مستقل  |
|        | وزير الداخلية                                   | كمال الفقي             | مستقل  |
|        | وزير الشؤون الخارجية والهجرة والتونسيين بالخارج | نبيل عمار              | مستقل  |
|        | وزيرة المالية                                   | سهام البوغديري نمصية   | مستقلة |
|        | وزير الاقتصاد والتخطيط                          | سمير سعيّد              | مستقل  |
|        | وزير الشؤون الاجتماعية                          | مالك الزاهي            | مستقل  |
|        | وزيرة التجارة وتنمية الصادرات                   | كلثوم بن رجب قزاح      | مستقلة |
|        | رئيسة ديوان وزارة الصناعة والمناجم والطاقة      | احلام الباجي السايب    | مستقلة |
|        | وزير الفلاحة والصيد البحري والموارد المائية     | عبد المنعم بلعاتي      | عسكري  |
|        | وزير الصحة                                      | علي مرابط              | عسكري  |
|        | وزير التربية                                    | محمد علي البوغديري     | نقابي  |
|        | وزير التعليم العالي والبحث العلمي               | منصف بوكثير            | مستقل  |
|        | وزير الشباب والرياضة                            | كمال دقيش              | مستقل  |
|        | وزير تكنولوجيات الاتصال                         | نزار بن ناجي           | مستقل  |
|        | وزير النقل                                      | ربيع المجيدي           | مستقل  |
|        | وزيرة التجهيز والإسكان                          | سارة الزعفراني الزنزري | مستقلة |
|        | وزير أملاك الدولة والشؤون العقارية              | محمد الرقيق            | مستقل  |
|        | وزيرة البيئة                                    | ليلى الشيخاوي          | مستقلة |
|        | وزير السياحة والصناعات التقليدية                | محمد المعز بلحسين      | مستقل  |
|        | وزير الشؤون الدينية                             | إبراهيم الشائبي        | مستقل  |
|        | وزيرة الأسرة والمرأة والطفولة وكبار السن        | آمال بلحاج موسى        | مستقلة |
|        | وزيرة الشؤون الثقافية                           | حياة قطاط القرمازي     | مستقلة |
|        | رئيس ديوان وزارة التشغيل والتكوين المهني        | عبد القادر الجمالي     | مستقل  |

#### كتاب الدولة
| الصورة | الحقيبة الوزارية                                                    | الاسم         | الحزب |
| ------ | ------------------------------------------------------------------- | ------------- | ----- |
|        | كاتب دولة لدى وزير الشؤون الخارجية والهجرة والتونسيين بالخارج       | منير بن رجيبة | مستقل |
|        | كاتب دولة وزير الفلاحة والصيد البحري والموارد المائية مكلفا بالمياه | رضا قبوج      | مستقل |

### التركيبة الثانية (17 أكتوبر 2023)
قرّر سيادة رئيس الجمهورية قيس سعيد، الثلاثاء 17 أكتوبر 2023، إنهاء مهام السيّد سمير سعيد، وزير الاقتصاد والتخطيط. كما قرّر تكليف السيّدة سهام البوغديري نمصية، وزيرة المالية، بتسيير وزارة الاقتصاد والتخطيط بصفة وقتية. لتصبح التركيبة الحكومية كما يلي :

#### الوزراء
| الصورة | الحقيبة الوزارية                                | الاسم                  | الحزب  |
| ------ | ----------------------------------------------- | ---------------------- | ------ |
|        | رئيس الحكومة التونسية                           | أحمد الحشاني           | مستقل  |
|        | وزيرة العدل                                     | ليلى جفّال              | مستقلة |
|        | وزير الدفاع الوطني                              | عماد مميش              | مستقل  |
|        | وزير الداخلية                                   | كمال الفقي             | مستقل  |
|        | وزير الشؤون الخارجية والهجرة والتونسيين بالخارج | نبيل عمار              | مستقل  |
|        | وزيرة المالية                                   | سهام البوغديري نمصية   | مستقلة |
|        | وزيرة الاقتصاد والتخطيط (بالنيابة)              | سهام البوغديري نمصية   | مستقلة |
|        | وزير الشؤون الاجتماعية                          | مالك الزاهي            | مستقل  |
|        | وزيرة التجارة وتنمية الصادرات                   | كلثوم بن رجب قزاح      | مستقلة |
|        | رئيسة ديوان وزارة الصناعة والمناجم والطاقة      | احلام الباجي السايب    | مستقلة |
|        | وزير الفلاحة والصيد البحري والموارد المائية     | عبد المنعم بلعاتي      | عسكري  |
|        | وزير الصحة                                      | علي مرابط              | عسكري  |
|        | وزير التربية                                    | محمد علي البوغديري     | نقابي  |
|        | وزير التعليم العالي والبحث العلمي               | منصف بوكثير            | مستقل  |
|        | وزير الشباب والرياضة                            | كمال دقيش              | مستقل  |
|        | وزير تكنولوجيات الاتصال                         | نزار بن ناجي           | مستقل  |
|        | وزير النقل                                      | ربيع المجيدي           | مستقل  |
|        | وزيرة التجهيز والإسكان                          | سارة الزعفراني الزنزري | مستقلة |
|        | وزير أملاك الدولة والشؤون العقارية              | محمد الرقيق            | مستقل  |
|        | وزيرة البيئة                                    | ليلى الشيخاوي          | مستقلة |
|        | وزير السياحة والصناعات التقليدية                | محمد المعز بلحسين      | مستقل  |
|        | وزير الشؤون الدينية                             | إبراهيم الشائبي        | مستقل  |
|        | وزيرة الأسرة والمرأة والطفولة وكبار السن        | آمال بلحاج موسى        | مستقلة |
|        | وزيرة الشؤون الثقافية                           | حياة قطاط القرمازي     | مستقلة |
|        | رئيس ديوان وزارة التشغيل والتكوين المهني        | عبد القادر الجمالي     | مستقل  |

#### كتاب الدولة
| الصورة | الحقيبة الوزارية                                                    | الاسم         | الحزب |
| ------ | ------------------------------------------------------------------- | ------------- | ----- |
|        | كاتب دولة لدى وزير الشؤون الخارجية والهجرة والتونسيين بالخارج       | منير بن رجيبة | مستقل |
|        | كاتب دولة وزير الفلاحة والصيد البحري والموارد المائية مكلفا بالمياه | رضا قبوج      | مستقل |

### التركيبة الثالثة (24 جانفي 2024)
قرّر سيادة رئيس الجمهورية قيس سعيد الأربعاء 24 ديسمبر 2024 تعيين:

- السيدة فريال الورغي حرم السبعي، وزيرة الاقتصاد والتخطيط 

- السيدة فاطمة ثابت حرم شيبوب، وزيرة الصناعة والمناجم والطاقة 

- السيد لطفي ذياب، وزير التشغيل والتكوين المهني 

- السيد سمير عبد الحفيظ، كاتب دولة لدى وزيرة الاقتصاد والتخطيط مكلف بالمؤسسات الصغرى والمتوسطة 

- السيد وائل شوشان، كاتب دولة لدى وزيرة الصناعة والمناجم والطاقة مكلف بالإنتقال الطاقي 

- السيد رياض شَوِد، كاتب دولة لدى وزير التشغيل والتكوين المهني مكلف بالشركات الأهلية.

لتصبح التركيبة الحكومية كما يلي :

#### الوزراء
| الصورة | الحقيبة الوزارية                                | الاسم                  | الحزب  |
| ------ | ----------------------------------------------- | ---------------------- | ------ |
|        | رئيس الحكومة التونسية                           | أحمد الحشاني           | مستقل  |
|        | وزيرة العدل                                     | ليلى جفّال              | مستقلة |
|        | وزير الدفاع الوطني                              | عماد مميش              | مستقل  |
|        | وزير الداخلية                                   | كمال الفقي             | مستقل  |
|        | وزير الشؤون الخارجية والهجرة والتونسيين بالخارج | نبيل عمار              | مستقل  |
|        | وزيرة المالية                                   | سهام البوغديري نمصية   | مستقلة |
|        | وزيرة الاقتصاد والتخطيط                         | فريال الورغي السبعي    | مستقلة |
|        | وزير الشؤون الاجتماعية                          | مالك الزاهي            | مستقل  |
|        | وزيرة التجارة وتنمية الصادرات                   | كلثوم بن رجب قزاح      | مستقلة |
|        | وزيرة الصناعة والمناجم والطاقة                  | فاطمة ثابت شيبوب       | مستقلة |
|        | وزير الفلاحة والصيد البحري والموارد المائية     | عبد المنعم بلعاتي      | عسكري  |
|        | وزير الصحة                                      | علي مرابط              | عسكري  |
|        | وزير التربية                                    | محمد علي البوغديري     | نقابي  |
|        | وزير التعليم العالي والبحث العلمي               | منصف بوكثير            | مستقل  |
|        | وزير الشباب والرياضة                            | كمال دقيش              | مستقل  |
|        | وزير تكنولوجيات الاتصال                         | نزار بن ناجي           | مستقل  |
|        | وزير النقل                                      | ربيع المجيدي           | مستقل  |
|        | وزيرة التجهيز والإسكان                          | سارة الزعفراني الزنزري | مستقلة |
|        | وزير أملاك الدولة والشؤون العقارية              | محمد الرقيق            | مستقل  |
|        | وزيرة البيئة                                    | ليلى الشيخاوي          | مستقلة |
|        | وزير السياحة والصناعات التقليدية                | محمد المعز بلحسين      | مستقل  |
|        | وزير الشؤون الدينية                             | إبراهيم الشائبي        | مستقل  |
|        | وزيرة الأسرة والمرأة والطفولة وكبار السن        | آمال بلحاج موسى        | مستقلة |
|        | وزيرة الشؤون الثقافية                           | حياة قطاط القرمازي     | مستقلة |
|        | وزير التشغيل والتكوين المهني                    | لطفي ذياب              | مستقل  |

#### كتاب الدولة
| الصورة | الحقيبة الوزارية                                                      | الاسم           | الحزب |
| ------ | --------------------------------------------------------------------- | --------------- | ----- |
|        | كاتب دولة لدى وزير الشؤون الخارجية والهجرة والتونسيين بالخارج         | منير بن رجيبة   | مستقل |
|        | كاتب دولة لدى وزيرة الاقتصاد والتخطيط مكلف بالمؤسسات الصغرى والمتوسطة | سمير عبد الحفيظ | مستقل |
|        | كاتب دولة لدى وزيرة الصناعة والمناجم والطاقة مكلف بالإنتقال الطاقي    | وائل شوشان      | مستقل |
|        | كاتب دولة وزير الفلاحة والصيد البحري والموارد المائية مكلفا بالمياه   | رضا قبوج        | مستقل |
|        | كاتب دولة لدى وزير التشغيل والتكوين المهني مكلف بالشركات الأهلية      | رياض شَوِد        | مستقل |

### التركيبة الثالثة (24 جانفي 2024)
قرّر سيادة رئيس الجمهورية قيس سعيد، اليوم الإربعاء 24جانفي 2024 تعيين :

- السيدة فريال الورغي حرم السبعي، وزيرة الاقتصاد والتخطيط 

- السيدة فاطمة ثابت حرم شيبوب، وزيرة الصناعة والمناجم والطاقة 

- السيد لطفي ذياب، وزير التشغيل والتكوين المهني
- السيد سمير عبد الحفيظ، كاتب دولة لدى وزيرة الاقتصاد والتخطيط مكلف بالمؤسسات الصغرى والمتوسطة 

- السيد وائل شوشان، كاتب دولة لدى وزيرة الصناعة والمناجم والطاقة مكلف بالإنتقال الطاقي
- السيد رياض شَوِد، كاتب دولة لدى وزير التشغيل والتكوين المهني مكلف بالشركات الأهلية. 

لتصبح التركيبة الحكومية كما يلي :

#### الوزراء
| الصورة | الحقيبة الوزارية                                | الاسم                  | الحزب  |
| ------ | ----------------------------------------------- | ---------------------- | ------ |
|        | رئيس الحكومة التونسية                           | أحمد الحشاني           | مستقل  |
|        | وزيرة العدل                                     | ليلى جفّال              | مستقلة |
|        | وزير الدفاع الوطني                              | عماد مميش              | مستقل  |
|        | وزير الداخلية                                   | كمال الفقي             | مستقل  |
|        | وزير الشؤون الخارجية والهجرة والتونسيين بالخارج | نبيل عمار              | مستقل  |
|        | وزيرة المالية                                   | سهام البوغديري نمصية   | مستقلة |
|        | وزيرة الاقتصاد والتخطيط                         | فريال الورغي السبعي    | مستقلة |
|        | وزير الشؤون الاجتماعية                          | مالك الزاهي            | مستقل  |
|        | وزيرة التجارة وتنمية الصادرات                   | كلثوم بن رجب قزاح      | مستقلة |
|        | وزيرة الصناعة والمناجم والطاقة                  | فاطمة ثابت شيبوب       | مستقلة |
|        | وزير الفلاحة والصيد البحري والموارد المائية     | عبد المنعم بلعاتي      | عسكري  |
|        | وزير الصحة                                      | علي مرابط              | عسكري  |
|        | وزير التربية                                    | محمد علي البوغديري     | نقابي  |
|        | وزير التعليم العالي والبحث العلمي               | منصف بوكثير            | مستقل  |
|        | وزير الشباب والرياضة                            | كمال دقيش              | مستقل  |
|        | وزير تكنولوجيات الاتصال                         | نزار بن ناجي           | مستقل  |
|        | وزير النقل                                      | ربيع المجيدي           | مستقل  |
|        | وزيرة التجهيز والإسكان                          | سارة الزعفراني الزنزري | مستقلة |
|        | وزير أملاك الدولة والشؤون العقارية              | محمد الرقيق            | مستقل  |
|        | وزيرة البيئة                                    | ليلى الشيخاوي          | مستقلة |
|        | وزير السياحة والصناعات التقليدية                | محمد المعز بلحسين      | مستقل  |
|        | وزير الشؤون الدينية                             | إبراهيم الشائبي        | مستقل  |
|        | وزيرة الأسرة والمرأة والطفولة وكبار السن        | آمال بلحاج موسى        | مستقلة |
|        | وزيرة الشؤون الثقافية                           | حياة قطاط القرمازي     | مستقلة |
|        | وزير التشغيل والتكوين المهني                    | لطفي ذياب              | مستقل  |

#### كتاب الدولة
| الصورة | الحقيبة الوزارية                                                       | الاسم           | الحزب |
| ------ | ---------------------------------------------------------------------- | --------------- | ----- |
|        | كاتب دولة لدى وزير الشؤون الخارجية والهجرة والتونسيين بالخارج          | منير بن رجيبة   | مستقل |
|        | كاتب دولة لدى وزيرة الاقتصاد والتخطيط مكلفا بالمؤسسات الصغرى والمتوسطة | سمير عبد الحفيظ | مستقل |
|        | كاتب دولة لدى وزيرة الصناعة والمناجم والطاقة مكلفا بالانتقال الطاقي    | وائل شوشان      | مستقل |
|        | كاتب دولة وزير الفلاحة والصيد البحري والموارد المائية مكلفا بالمياه    | رضا قبوج        | مستقل |
|        | كاتب دولة وزير التشغيل والتكوين المهني مكلفا بالشركات الأهلية          | رياض شود        | مستقل |

### التركيبة الثالثة (8 نوفمبر 2023)
اصدر سيادة رئيس الجمهورية قيس سعيد، الأربعاء 8 نوفمبر 2023 أمرا تم بمقتضاه تعيين الدكتورة سامية الشرفي قدور وزيرة مديرة لديوان رئيس الحكومة، حيث كانت السيدة سامية الشرفي قدور تشغل منصب مستشارة لدى رئيس الحكومَة قبل تعيينها مديرة لديوانه، لتصبح التركيبة الحكومية كما يلي :

#### الوزراء
| الصورة | الحقيبة الوزارية                                                         | الاسم                  | الحزب  |
| ------ | ------------------------------------------------------------------------ | ---------------------- | ------ |
| \| \|  | رئيس الحكومة التونسية                                                    | أحمد الحشاني           | مستقل  |
|        | الوزيرة، مديرة ديوان رئيس الحكومة                                        | سامية الشرفي قدور      | مستقلة |
|        | وزيرة العدل                                                              | ليلى جفّال              | مستقلة |
|        | وزير الدفاع الوطني                                                       | عماد مميش              | مستقل  |
|        | وزير الداخلية                                                            | كمال الفقي             | مستقل  |
|        | وزير الشؤون الخارجية والهجرة والتونسيين بالخارج                          | نبيل عمار              | مستقل  |
|        | وزيرة المالية                                                            | سهام البوغديري نمصية   | مستقلة |
|        | وزير التربية                                                             | محمد علي البوغديري     | نقابي  |
|        | وزيرة الاقتصاد والتخطيط (بالنيابة)                                       | سهام البوغديري نمصية   | مستقلة |
|        | وزير الصحة                                                               | علي مرابط              | عسكري  |
|        | وزير الفلاحة والصيد البحري والموارد المائية                              | عبد المنعم بلعاتي      | عسكري  |
|        | وزير تكنولوجيات الاتصال                                                  | نزار بن ناجي           | مستقل  |
|        | وزير الشؤون الاجتماعية                                                   | مالك الزاهي            | مستقل  |
|        | وزير النقل                                                               | ربيع المجيدي           | مستقل  |
|        | وزير أملاك الدولة والشؤون العقارية                                       | محمد الرقيق            | مستقل  |
|        | وزير الشؤون الدينية                                                      | إبراهيم الشائبي        | مستقل  |
|        | وزيرة الأسرة والمرأة والطفولة وكبار السن                                 | آمال بلحاج موسى        | مستقلة |
|        | وزيرة التجارة وتنمية الصادرات                                            | كلثوم بن رجب قزاح      | مستقلة |
|        | رئيس ديوان وزارة الصناعة والمناجم والطاقة (المكلفة بتسيير الوزارة مؤقتا) | احلام الباجي السايب    | مستقلة |
|        | وزير السياحة والصناعات التقليدية                                         | محمد المعز بلحسين      | مستقل  |
|        | وزيرة التجهيز والإسكان                                                   | سارة الزعفراني الزنزري | مستقلة |
|        | وزيرة البيئة                                                             | ليلى الشيخاوي          | مستقلة |
|        | وزير التعليم العالي والبحث العلمي                                        | منصف بوكثير            | مستقل  |
|        | وزيرة الشؤون الثقافية                                                    | حياة قطاط القرمازي     | مستقلة |
|        | رئيس ديوان وزارة التشغيل والتكوين المهني (المكلف بتسيير الوزارة مؤقتا)   | عبد القادر الجمالي     | مستقل  |
|        | وزير الشباب والرياضة                                                     | كمال دقيش              | مستقل  |
|        |                                                                          |                        |        |

#### كتاب الدولة
| الصورة | الحقيبة الوزارية                                                    | الاسم         | الحزب |
| ------ | ------------------------------------------------------------------- | ------------- | ----- |
|        | كاتب دولة لدى وزير الشؤون الخارجية والهجرة والتونسيين بالخارج       | منير بن رجيبة | مستقل |
|        | كاتب دولة وزير الفلاحة والصيد البحري والموارد المائية مكلفا بالمياه | رضا قبوج      | مستقل |